# Крапешино
Крапèшино или Крапèшина (срещат се и формите Крапèщино, Крапèщина, Кърпèшина, на гръцки: Ατραπός, Атрапос, до 1926 година Κραπέστινα, Крапестина) е село в Република Гърция, в дем Лерин (Флорина), област Западна Македония.

## География
Селото е разположено в източните склонове на Нередската планина, на 12 km южно от демовия център Лерин (Флорина) и на 9 km югозападно от Кучковени (Перасма).

## История

### В Османската империя
Според Тодор Симовски селото е основано от преселници от Бабчор, които закупили землището от Крапо Влах, на когото е кръстено и селото.
В началото на XX век Крапешино е село в Леринска каза в Османската империя. В 1900 година според Васил Кънчов („Македония. Етнография и статистика“) в Крепешино живеят 320 българи християни.
На Етнографската карта на Битолския вилает на Картографския институт в София от 1901 година Крапещина е чисто българско село в Леринската каза на Битолския санджак с 50 къщи.
По време на Илинденско-Преображенското въстание селото е опожарено от аскер и башибозук. След въстанието цялото село минава под върховенството на Българската екзархия. По данни на секретаря на екзархията Димитър Мишев („La Macédoine et sa Population Chrétienne“) в 1905 година в селото (Krapechino) има 416 българи екзархисти. В българското училище в Крапешино от 1908 до 1910 година преподава пътелеецът свещеник Атанас Шишков.
През септември 1910 година селото пострадва по време на обезоръжителната акция на младотурците. Властите искат предаването на 150 пушки от селото.
При избухването на Балканската война в 1912 година един човек от Крепешино е доброволец в Македоно-одринското опълчение.

### В Гърция
През войната в селото влизат гръцки части и в резултат на Междусъюзническата война Крапешино остава в Гърция. В 1913 година гръцките власти отбелязват в Крапешино 225 българи и 175 гърци, като цялото село е „българофонско“. Боривое Милоевич пише в 1921 година („Южна Македония“), че Крапещина (Крапештина) има 70 къщи славяни християни. В 1926 година селото е преименувано на Атрапос, в превод пътека. Населението на селото е 450 жители в 1912 година и 550 в 1928 година.
В 1934 година Стефос Григориу пише, че селото е българско, като само едно семейство е гръцко – това на местния свещеник, чийто елинизъм е от степен С. В 1935 година Крапешино има 92 семейства, от които 66 са със „славянско съзнание“, а останалите 26 са „чуждогласни с гръцко съзнание“. Мнозинството от населението е определено като антигръцко или с неясни убеждения. В 1949 година по време на Гражданската война селото не пострадва, но около 150 жители (или 20 семейства) бягат в Югославия и в други страни от Източна Европа.
През есента на 1959 година на масова церемония жителите на Крапешино са заклевани да не говорят вече български език.
Според изследване от 1993 година Крапешино е чисто „славофонско“ село, като „македонският език“ в него е запазен отлично.
В селото има църкви „Свети Георги“ и „Успение Богородично“. Празникът на селото е на 5 – 6 август, патронен празник на църквата „Преображение Господне“.
| Име          | Име           | Ново име  | Ново име  | Описание                                                                     |
| ------------ | ------------- | --------- | --------- | ---------------------------------------------------------------------------- |
| Белко        | Μπέλκο        | Аспрорема | Άσπρόρεμα | река на СИ от Лаген, десен приток на Белкаменската река                      |
| Благуно      | Μπλαγουνο     | Гикерия   | Γκυκερία  | връх във Вич на ЮИ от Крапешино и на СИ от Лаген (1186 m)                    |
| Лаката       | Λάκατα        | Лака      | Λάκκα     | местност във Вич на Ю от Крапешино и на С от Лаген по десния бряг на Малечка |
| Куртово      | Κουρτοβο      | Киртон    | Κυρτόν    |                                                                              |
| Восло        | Βόσλο         | Кендри    | Κεντρί    | връх във Вич на ЮЗ от Долно Котори (1231,9 m)                                |
| Голем Присой | Γκόλεμ Πρισόι | Просилион | Προσήλιον | връх във Вич на И от Крапешино и на З от Долно Котори (899 m)                |

| Име     | Име      | Ново име     | Ново име      | Описание                               |
| ------- | -------- | ------------ | ------------- | -------------------------------------- |
| Главата | Γκλαβάτα | Корифи Велиу | Κορυφή Βέλιου | връх във Вич на ЮЗ от Лаген (1881,6 m) |
| Орола   | Όρολάν   | Корифи       | Κορυφή        | връх във Вич на З от Елово             |

### Преброявания
- 1913 – 430 души
- 1920 – 502 души
- 1928 – 543 души
- 1940 – 598 души
- 1951 – 461 души
- 1961 – 318 души
- 1971 – 219 души
- 1981 – 160 души
- 2001 – 174 души
- 2011 – 150 души

## Личности
Родени в Крепешино
- Ангеле Лазар, българин, православен, арестуван преди април 1904 година, обвинен в „разбунтуване, включвайки се в българския бунтовнически комитет“, осъден от Наказателния апелативен съд на 3 години каторга, лежал в Битолския затвор, амнистиран с общата амнистия от 12 април 1904 година[27]
- Атина Атанасова Нотева (1923 – ?), членка на ЕПОН от 1942 г. и на АФЖ от 1943 г., след разгрома на ДАГ в 1949 година емигрира в Югославия, в 1955 г. – в Унгария, а в 1957 г. се заселва в България, оставя спомени[28]
- Иван Филев (1893 – ?), македоно-одрински опълченец, Първа рота на Шеста охридска дружина[29]
- поп Тома Попиванов (Παπα Θωμάς Παπαϊωάννου), гръцки андартски деец от четвърти клас[30]
- Сотир (1929 – 1946), гръцки комунист; войник на ДАГ, заловен, осъден на смърт и екзекутиран в леринския затвор[31]
- Сотир Вельов (Σωτήριος Βέλιος), гръцки андартски деец от втори клас, организира отмъщения срещу българи за убитите патриаршисти, бяга в Индиана, САЩ, където продължава борбата с екзархистите[30]
- София Поптомова (Σοφία Παπαθωμά), гръцка андартска деятелка от втори ред[30]

Починали в Крапешино
- Петър Тинев (? – 1903), български военен и революционер